# Ryan McCartan
Ryan McCartan (* 14. Juni 1993 in Minnesota) ist ein US-amerikanischer Schauspieler.

## Leben
Ryan McCartan wurde im Juni 1993 in Minnesota geboren. Sein Schauspieldebüt gab er 2011 in dem Fernsehfilm Extremely Decent. Danach war er jeweils in einer Gastrolle in The Middle, Monday Mornings und Last Man Standing zu sehen.
Sein Durchbruch gelang McCartan mit der Nebenrolle des Diggie Smalls in der Disney-Channel-Jugendserie Liv und Maddie, die seit Juli 2013 auf dem Sender ausgestrahlt wird. 2015 spielte er Hauptrollen in den Fernsehfilmen Summer Forever und R.L. Stine – Geisterstadt: Kabinett des Schreckens.
Seit August 2013 war McCartan mit seiner Schauspielkollegin Dove Cameron liiert. Das Paar gab am 14. April 2016 seine Verlobung bekannt.
Jedoch gaben die beiden Anfang Oktober 2016 ihre Trennung bekannt.
Seit September 2017 ist er mit Samantha Fekete liiert.

## Filmografie (Auswahl)
- 2011: Extremely Decent (Fernsehfilm)
- 2013: The Middle (Fernsehserie, Episode 4x15)
- 2013–2017: Liv und Maddie (Fernsehserie)
- 2013: Monday Mornings (Fernsehserie, Episode 1x05)
- 2014: Last Man Standing (Fernsehserie, Episode 3x15)
- 2014: Royal Pains (Fernsehserie, 4 Episoden)
- 2015: Austin & Ally (Fernsehserie, Episode 4x06)
- 2015: Summer Forever (Fernsehfilm)
- 2015: R.L. Stine – Geisterstadt: Kabinett des Schreckens (R.L. Stine's Monsterville: The Cabinet of Souls)
- 2016: The Rocky Horror Picture Show: Let’s Do the Time Warp Again (Fernsehfilm)
- 2016: The Standoff
- 2017: Freakish (Fernsehserie, 5 Episoden)
- 2018: Love Daily (Fernsehserie)
- 2022–2023: The Winchesters (Fernsehserie, 4 Episoden)